# Паскоїт
Паскої́т (рос. паскоит; англ. pascoite; нім. Pascoit m — мінерал, водний ванадат кальцію ланцюжкової будови.

## Загальний опис
Хімічна формула: Ca3[V10O28]•17H2O. Містить (%): CaO −13,10; V2O5 — 63,76; H2O — 23,14.
Сингонія моноклінна. Призматичний вид. Утворює зернисті агрегати, кірки, листуваті маси.
Густина 2,46.
Твердість 3,0.
Колір від червоно-оранжевого до жовто-оранжевого.
Риса жовта.
Блиск скляний до напівалмазного.
Розчиняється у воді.
Злам раковистий.
Знайдений у зоні окиснення ванадієвих родовищ Мінас-Рагра, деп. Паско (Перу) як вторинний мінерал, у Парадокс-Веллі (штат Колорадо, США), Темпл-Маунтін (штат Юта, США). Рідкісний.
Назва походить від департаменту Паско (W.F.Hillebrand та ін., 1914).
Синоніми: вохра ванадіїста.